# Louis L’Amour

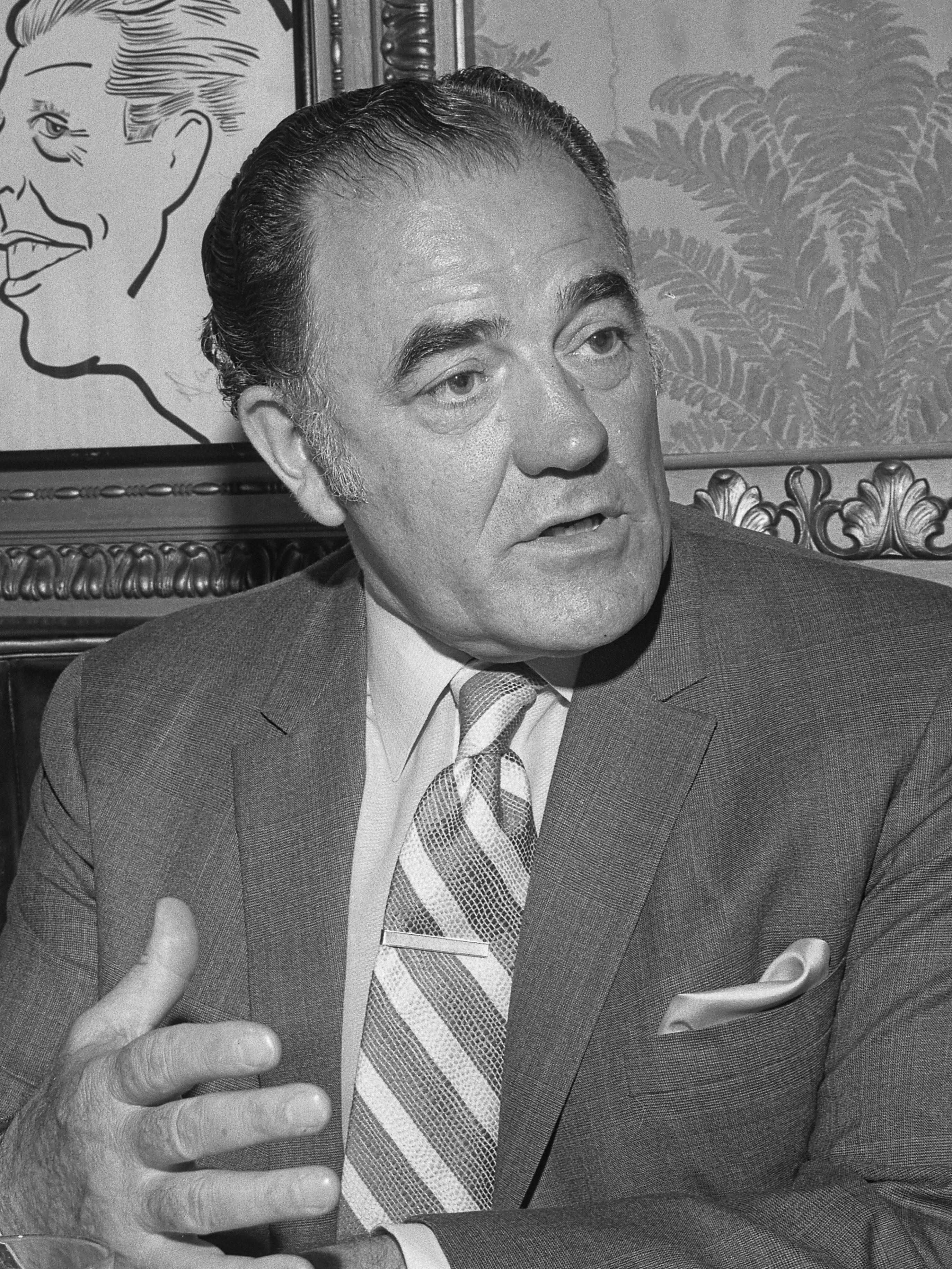
Louis L’Amour (1970)

Louis L’Amour (* 22. März 1908 in Jamestown, North Dakota; † 10. Juni 1988 in Los Angeles; bürgerlich Louis Dearborn LaMoore) war ein US-amerikanischer Schriftsteller, der weltweit vor allem durch seine Western-Romane bekannt geworden ist. Er schrieb auch unter dem Pseudonym Tex Burns.

## Leben

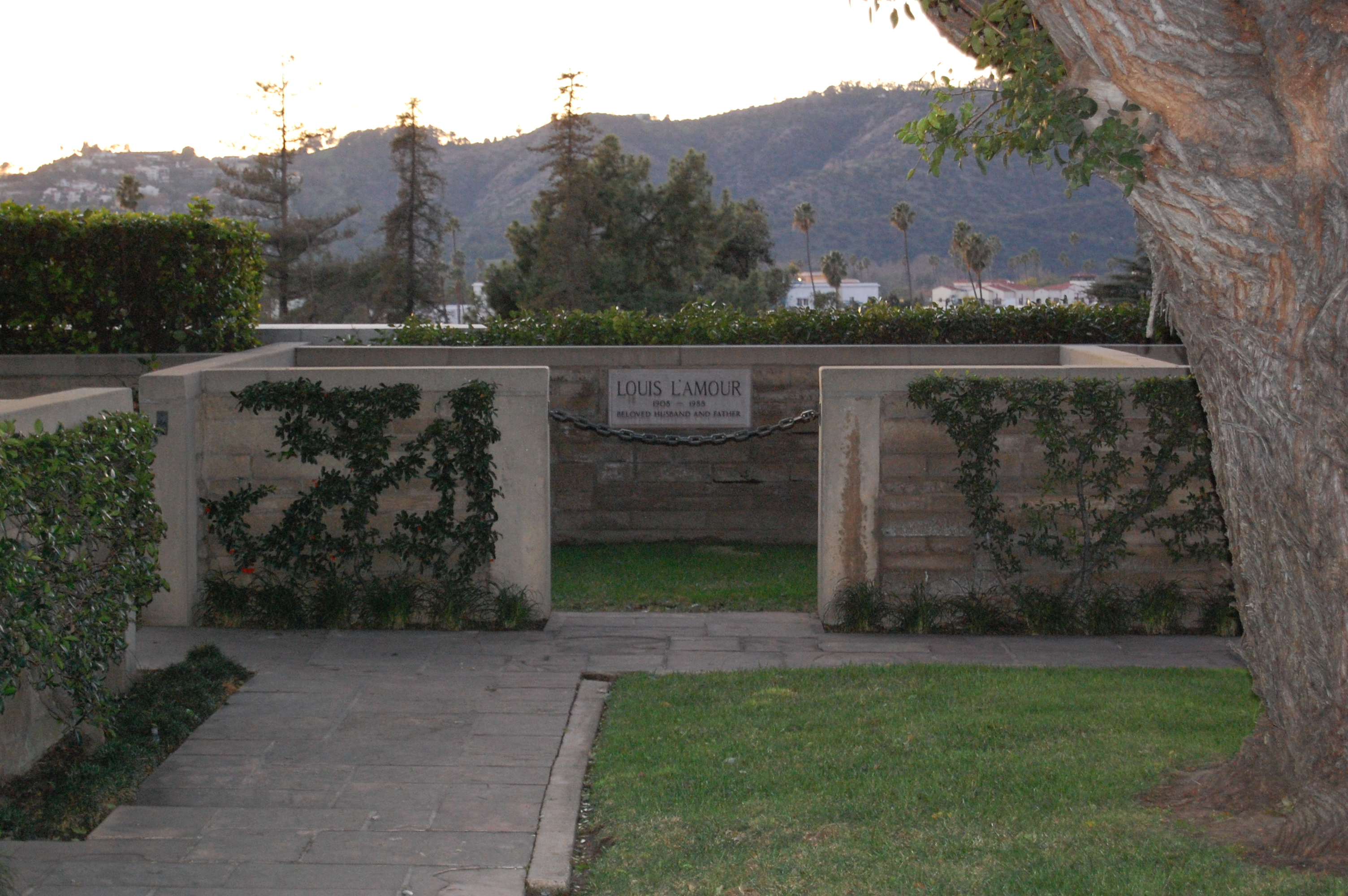
L’Amours Grab im Forest Lawn Memorial Park

L’Amour brach die Schule 1923 ab und verdiente bis 1942 mit Gelegenheitsjobs seinen Lebensunterhalt: Er arbeitete in dieser Zeit sowohl in den Vereinigten Staaten und in Asien, als auch auf hoher See. In den 1930er Jahren veröffentlichte er erste Lyrik und 1939 seine erste Kurzgeschichte. Ab 1946 verfasste er vermehrt Geschichten, die im Westerngenre angesiedelt waren. Im Jahr 1950 veröffentlichte er seinen ersten Roman unter seinem Pseudonym Tex Burns. Er schrieb nach dem Erfolg seines Romans The Gift of Cochise, der unter dem Titel Man nennt mich Hondo verfilmt wurde, zwischen 1953 und 1988 mehr als 100 Western-Romane. Seine Romane wurden in über 30 Sprachen übersetzt. Insgesamt wurden mehr als 260 Millionen Exemplare verkauft.
Am 10. Juli 1988 verstarb L’Amour im Alter von 80 Jahren an den Folgen seiner Lungenkrebserkrankung.

## Werke
Die meisten Romane von Louis L´Amour wurden für die Westernreihen der Taschenbuchverlage (Heyne, Bastei Lübbe, Goldmann) ins Deutsche übersetzt. Einige Bücher wurden mehrmals unter verschiedenen Titeln veröffentlicht. Bei der Wahl des Buchtitels spiegelt sich auch der Trend der Zeit wider. In einigen Romanen treten Personen häufiger auf und der Autor plante später, seine Familien-Saga über die britische Familie Sackett zu überarbeiten. Dazu ist er aber nicht mehr gekommen.
Die bekanntesten Westernromane in alphabetischer Reihenfolge der Originaltitel:
- Bendigo Shafter – Bendigo Shafter (Sackett-Saga)
- Borden Chantry – Auch Sacketts müssen sterben (Sackett-Saga)
- Bowdrie – Bowdrie
- Bowdrie’s law – Bowdries Gesetz
- Brionne – Brionne
- Buckskin Run – Geisterreiter
- Callaghen – Callaghen
- Callaghen – Der goldene Fluss
- Catlow – Zwei Freunde (Sackett-Saga)
- Chancy – Trail Boss (Sackett-Saga)
- Cherokee Trail – Cherokee-Trail
- Comstock Lode – Silber in Virginia City
- Conagher – Dann kam Conagher
- Crossfire Trail – Crossfire Trail
- Crossfire Trail – Heisses Blei für Caradec
- Crossfire Trail – Stirb einsam, Fremder
- Dark Canyon – Fünf Partner (Sackett-Saga)
- Down the Long Hills – Allein in der Wildnis
- Fallon – Das letzte Spiel
- Flint – Sein Name war Flint
- Galloway – Lauf oder stirb (Sackett-Saga)
- Guns of the Timberlands – Der stählerne Griff
- Hanging Woman Creek – Eiskaltes Blut
- Heller with a Gun – King Mabry
- Heller with a Gun – Der Satteltramp
- High Lonesome – Eine Frau für 60 000 Dollar
- Hondo – Hondo
- How the West Was Won – Das war der wilde Westen
- Jubal Sackett – Jubal Sackett (Sackett-Saga)
- Kid Rodelo – Ein Mann wie Kid Rodelo
- Kilkenny – Kilkenny
- Killoe – Killoe
- Kilrone – Kilrone, der Unbeugsame
- Kiowa Trail – Kiowa-Trail
- Lando – Lando (Sackett-Saga)
- Last Stand at Papago Wells – Die Hölle von Papago Wells
- Last Stand at Papago Wells – Die Letzten von Papago Wells
- Last Stand at Papago Wells – Die Festung in der Wüste
- Law of the Desert Born – Das Gesetz der Wüste
- Lonely on the Mountain – Ein Sackett kommt selten allein (Sackett-Saga)
- Lonely on the Mountain – Mit den Sacketts nach Norden (Sackett-Saga)
- Man from the Broken Hills – (Sackett-Saga)
- Matagorda – Blutige Fehde
- Matagorda – Todes-Stampede
- Milo Talon – Milo Talon
- Mojave Crossing – Durstige Wüste (Sackett-Saga)
- Mustang Man – Ein Sackett hält sein Wort (Sackett-Saga)
- Mustang Man – Gold im Wüstensand (Sackett-Saga)
- Mustang Man – Mustang Man (Sackett-Saga)
- North to the Rails – Geier über der Herde
- Over on the Dry Side – Das Geheimnis des Fremden
- Passin’ Through – Der Fremde mit dem schnellen Colt (Sackett-Saga)
- Radigan – Kein Platz für Radigan
- Reilly’s Luck – Das Glück der Verdammten
- Ride the Dark Trail – Reiter auf dunkler Fährte (Sackett-Saga)
- Ride the River – Das Mädchen vom Fluss (Sackett-Saga)
- Rivers West – Entscheidung am Fluss
- Sackett – Sackett (Sackett-Saga)
- Sackett’s Land – Ein Sackett gibt nicht auf (Sackett-Saga)
- Shalako – Shalako
- Showdown at Yellow Butte – Mit dem Teufel im Bund
- Showdown at Yellow Butte – Die Geier
- Silver Canyon – Das Spiel um Macht
- Silver Canyon – Reiter im Zwielicht
- Sitka – Sitka
- Son of a Wanted Man – Outlaw Trail (Sackett-Saga)
- Taggart – Taggart
- The Broken Gun – Zu zäh zum Sterben
- The Burning Hills – Brennende Hügel
- The Californios – Die Geier warten schon
- The Courting of Griselda (Sackett-Saga)
- The Daybreakers – Der letzte Showdown (Sackett-Saga)
- The Empty Land – Das Land der einsamen Männer
- The Ferguson Rifle – Das Gewehr des Fremden
- The First Fast Draw – Die schnelle Hand
- The High Graders – Goldhyänen
- The High Graders – Goldfieber
- The Hills of Homicide – Tödliche Schatten
- The Iron Marshal – Der eiserne Marshal
- The Key-Lock Man – Stirb im Sattel
- The Lonely Men – Vier harte Kerle (Sackett-Saga)
- The Lonesome Gods – Die einsamen Götter
- The Man Called Noon – Die goldene Ranch
- The Man from Skibbereen – Menschenjagd
- The Mountain Valley War – Kilkenny schießt zurück
- The Proving Trail – Die Killer in den schwarzen Mänteln
- The Quick and the Dead – Der Mann aus der Wildnis
- The Rider of Lost Creek – Kilkenny reitet wieder
- The Sackett Brand – Das Brandmal (Sackett-Saga)
- The Shadow Riders – Die Schattenreiter
- The Sky-Liners – Die Sackett–Boys (Sackett-Saga)
- The Tall Stranger – Rock Bannon, Mann aus Granit
- The Tall Stranger – Der Fremde
- The Walking Drum – Kerbouchard, der Sohn des Korsaren
- The Warrior’s Path – Die Sklavenjäger (Sackett-Saga)
- To Tame a Land – Jäger ohne Gnade
- To the Far Blue Mountains – Todfeinde (Sackett-Saga)
- Treasure Mountain – Der Goldschatz im Berg (Sackett-Saga)
- Treasure Mountain – Die Sacketts reiten wieder (Sackett-Saga)
- Tucker – Drei auf blutiger Spur
- Under the Sweetwater Rim – Die Plünderer
- Utah Blaine – Utah Blaine
- Westward the Tide – Lockendes Gold
- Where the Long Grass Blows – Blut auf der Weide
- Yondering – Im Angesicht des Todes

Die Hopalong-Cassidy-Serie:
- The Rustlers of West Fork – Die Ranch am West Fork (Dörner’s Classic Western 1954)
- The Trail to Seven Pines – Im Schatten der Schlinge (Dörner’s Classic Western 1954)
- The Riders of High Rock – Die Reiter von High Rock (Dörner’s Classic Western 1954)
- Trouble Shooter – Die schwarzen Reiter (Dörner’s Classic Western 1954)

Die Bände 1–4 stammen von dem Autor und Erfinder der Serie Clarence E. Mulford. Die Bände 5–8 (nur diese acht sind bei Dörner erschienen) stammen von Louis L’Amour unter dem Pseudonym Tex Burns.

## Verfilmungen
- 1953: Gefangene des Dschungels (East of Sumatra) – Regie: Budd Boetticher, mit Jeff Chandler, Marilyn Maxwell und Anthony Quinn
- 1953: Man nennt mich Hondo (Hondo) – Regie: John Farrow, mit John Wayne, Geraldine Page und James Arness
- 1956: Horizont in Flammen (The Burning Hills) – Regie: Stuart Heisler, mit Tab Hunter und Natalie Wood
- 1957: Utah Blaine – Regie: Fred F. Sears, mit Rory Calhoun und Susan Cummings
- 1957: Der Große Fremde (The Tall Stranger) – Regie: Thomas Carr, mit Joel McCrea und Virginia Mayo
- 1958: Apache Territory – Regie: Ray Nazarro, mit Rory Calhoun und Barbara Bates
- 1960: Die Dame und der Killer (Heller in Pink Tights) – Regie: George Cukor, mit Sophia Loren, Anthony Quinn und Margaret O’Brien
- 1960: Er kam, sah und siegte (Guns of the Timberland) – Regie: Robert D. Webb, mit Alan Ladd, Jeanne Crain und  Frankie Avalon
- 1962: Das war der Wilde Westen (How the West Was Won) – Regie: John Ford u. a., mit John Wayne, James Stewart, Gregory Peck und Henry Fonda
- 1964: Taggart – Regie: R. G. Springsteen, mit Tony Young, Dan Duryea und David Carradine
- 1966: Ein Mann wie Kid Rodelo (Kid Rodelo) – Regie: Richard Carlson, mit Don Murray und Janet Leigh
- 1967: Hondo (TV-Serie) – mit Ralph Taeger, Kathie Browne und Noah Beery Jr.
- 1968: Shalako – Regie: Edward Dmytryk, mit Sean Connery, Brigitte Bardot und Peter Van Eyck
- 1971: Catlow – Leben ums Verrecken (Catlow) – Regie: Sam Wanamaker, mit Yul Brynner, Daliah Lavi und Leonard Nimoy
- 1972: Die Ferien des Mr. Bartlett (Cancel My Reservation) – Regie: Paul Bogart, mit Bob Hope, Eva Marie Saint und Ralph Bellamy
- 1973: Der Mann aus El Paso (The Man Called Noon) – Regie: Peter Collinson, mit Richard Crenna, Stephen Boyd und Rosanna Schiaffino
- 1979: Die Sacketts (The Sacketts) (TV-Zweiteiler) – Regie: Robert Totten,  mit Tom Selleck, Sam Elliott und Glenn Ford
- 1982: Die Schattenreiter (The Shadow Riders) (TV-Film) – Regie: Andrew V. McLaglen, mit Tom Selleck, Sam Elliott und Ben Johnson
- 1983–1985: Australien-Express (Five Mile Creek) (TV-Serie) –  mit Louise Caire Clark, Jay Kerr und Rod Mullinar
- 1986: Entscheidung am Long Hill (Down the Long Hills) (TV-Film) – Regie: Burt Kennedy, mit Bruce Boxleitner, Bo Hopkins und Jack Elam
- 1987: Er kam aus der Sonne (The Quick and the Dead) (TV-Film) – Regie: Robert Day, mit Sam Elliott und Kate Capshaw
- 1991: Conagher (TV-Film) – Regie: Reynaldo Villalobos, mit Sam Elliott und Katharine Ross
- 1996: Kansas – Weites Land (Shaughnessy) (TV-Film) – Regie: Michael Ray Rhodes, mit Matthew Settle und Linda Kozlowski
- 2001: Der Ritt nach Hause (Crossfire Trail) (TV-Film) – Regie: Simon Wincer, mit Tom Selleck und Virginia Madsen